# Helicia wollastonii
Helicia wollastonii är en tvåhjärtbladig växtart som beskrevs av Henry Nicholas Ridley. Helicia wollastonii ingår i släktet Helicia och familjen Proteaceae. Inga underarter finns listade i Catalogue of Life.